# Petre Roman
Pour les articles homonymes, voir Roman.
 (novembre 2015).
Si vous disposez d'ouvrages ou d'articles de référence ou si vous connaissez des sites web de qualité traitant du thème abordé ici, merci de compléter l'article en donnant les références utiles à sa vérifiabilité et en les liant à la section « Notes et références ».
Petre Roman, né le 28 juillet 1946 à Bucarest, est un homme d'État roumain, Premier ministre entre 1989 et 1991, ministre des Affaires étrangères entre 1999 et 2000 et président du parti de centre gauche Force démocrate, qu'il a créé en 2004 et qui est dissous en 2013.

## Biographie

### Formation
Son père étant une figure historique du communisme international et de la nomenklatura roumaine, Petre Roman a pu suivre des études d'ingénieur en France à l'École nationale supérieure d'électrotechnique, d'électronique, d'informatique, d'hydraulique et des télécommunications de Toulouse (ENSEEIHT), ce qui fait qu'il parle couramment français. Il devient docteur en mécanique des fluides et professeur à l'université Politehnica de Bucarest.

### Parcours politique
Il est parmi les premiers à apparaître à la télévision dans les premières heures du coup d'État de 1989 contre Nicolae Ceaușescu et contribue avec Ion Iliescu à la transformation du Parti communiste roumain en Front de salut national. Il est nommé Premier ministre par Ion Iliescu à la fin de 1989. Mais Iliescu représente l'aile conservatrice et isolationniste de la nomenklatura, tandis que Roman représente l'aile réformiste et pro-européenne, ce qui le pousse à quitter la tête du gouvernement, puis il prend la tête du Front du salut national en 1992, qui prend le nom de Parti démocrate-Front de salut national en 1993. Ce qui pousse Illescu à fonder le Front démocratique de salut national, actuellement connu sous le nom de Parti social-démocrate. Roman quitte le parti onze ans plus tard, trois ans après avoir perdu la présidence du parti face à Traian Băsescu.
Élu député entre 1990 et 1996, il est élu au Sénat en 1996, dont il devient président. La même année, candidat à l'élection présidentielle, il remporte 20,5 % des suffrages exprimés au premier tour, dont il termine troisième. En 2000, il est nommé, pour une courte période, ministre des Affaires étrangères. La même année il se présente à l'élection présidentielle, et y remporte 3,0 % des voix au premier tour.
Il perd son siège de député à la Chambre des députés en 2004. Candidat à l'élection présidentielle de 2004, il recueille 1,4 % des suffrages exprimés au premier tour. En 2008, il rejoint le Parti national libéral. Il est député du județ de Brașov de décembre 2012 à février 2015.
Dans les années 2010, il fait l'objet d'une enquête pour crimes contre l'humanité — finalement classée sans suite « faute de preuves » — dans le cadre des minériades de 1990.

### Vie privée
Petre Roman est le fils de Valter Roman (1913-1983, de son nom de naissance Ernő Neuländer, issu d'une famille juive aisée d'origine hongroise, cadre dirigeant du Parti communiste roumain, vétéran des Brigades internationales de la guerre d'Espagne et ancien commissaire politique de la division roumaine alliée Horia-Cloșca-Crișan) et d'Hortensia Vallejo (membre du Parti communiste espagnol). Le couple s'est marié à Moscou.
Il est le cousin d'Alexandre Adler.
Petre Roman a été marié à Mioara Georgescu, dont il a deux filles. Il a divorcé en février 2007 et a épousé Silvia Chifiriuc en 2009.